# 北戴河站
北戴河站位于中华人民共和国河北省秦皇岛市北戴河区，是京哈铁路和津秦高速铁路上的铁路车站，始建于1893年，目前为二等站，目前客运：办理旅客乘降；不办理行李、包裹托运，不办理货运。该站与南大寺站间的支线上有专运车站北戴河108基地，用于专列停靠、宿营。

## 历史

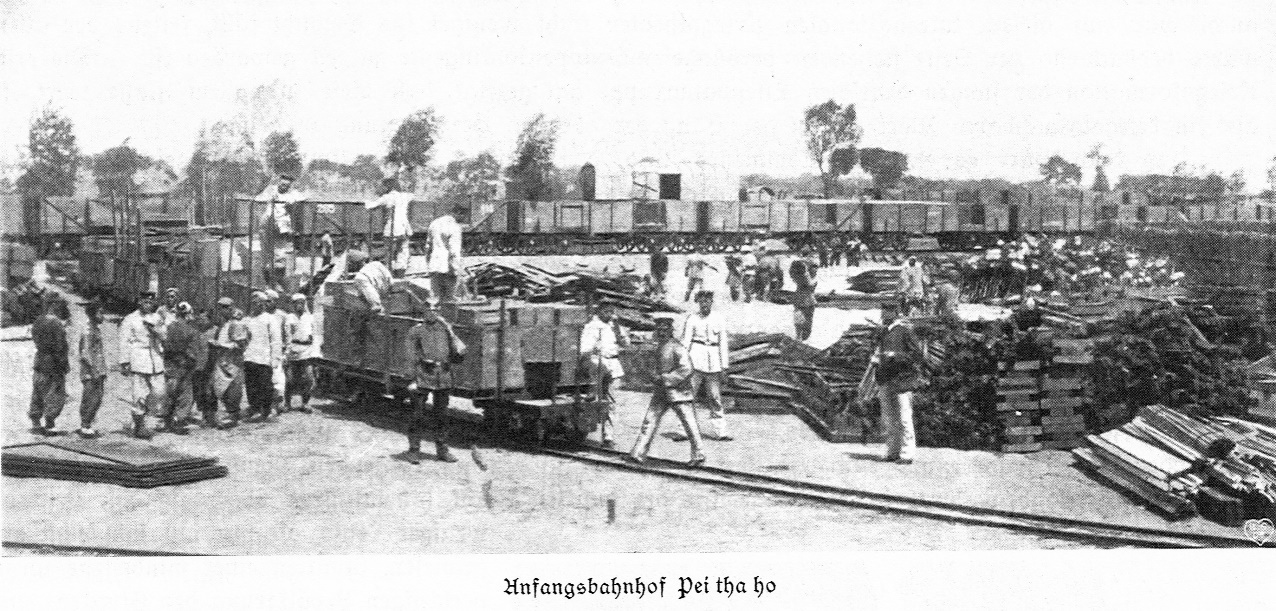
1900年左右德军修建的北戴河往海滨窄轨铁路支线

北戴河站始建于1893年，并作为津榆铁路的一部分而开通。当时车站北面建有售票室和候车室，站场有旅客站台和货物站台各一座。1900年庚子战争期间驻扎当地的德国军队修建了通往海滨小辛庄的铁路支线，以运送给养和军用物资，1914年拆除。1917年北洋政府又修建了通往北戴河海滨的支线开行旅游列车，全长9.96公里，1944年拆除并被改建为公路海宁路。至1950年，车站设有2座旅客站台和1座货运站台，同年又修建了售票室、候车室、行李房等站舍共计70多平方米。
1984年车站南侧新建旅客站房，面积1200平方米。1999年11月又在原候车室西侧建设两层新候车大楼，面积4896平方米，原候车室改为贵宾室；同时新建横跨站场的进站天桥一座，并取消了车站的货运业务。改建完成后站场规模3台5线。2005年9月车站开始站台改造工程，将既有站台改为高站台、优化股道布局并新建无站台柱雨棚，为此车站于2005年10月20日至2006年5月31日停办客运业务。站台改造工程于2006年6月21日完工并投入使用，站场规模扩大至3台6线（预留1条到发线）。
为配合津秦高速铁路建设，车站于2010年再次进行改造工程。改造工程包括重建站房、改造雨棚和新建津秦场等项目。由于此次改造将拓宽既有1站台及无柱雨棚，车站于2010年10月8日起停办客运业务，2012年7月1日恢复。另外在此次改造中，铁路部门将既有京哈铁路本站至秦皇岛站区间线路改线，使其不再经过南大寺站，2012年6月2日开通。

## 车站结构

### 站房
北戴河站目前使用的站房于2012年投入使用，高22.15米、面积12000平方米。站房外立面以白色石材、玻璃幕墙、铝板和铝镁锰板装饰，以体现北戴河作为滨海城镇的特点。车站站房共有两层，1层为售票处和进站口；2层为候车大厅，分为高铁候车区和普速候车区，检票口位于两个候车区的中间。

### 站场

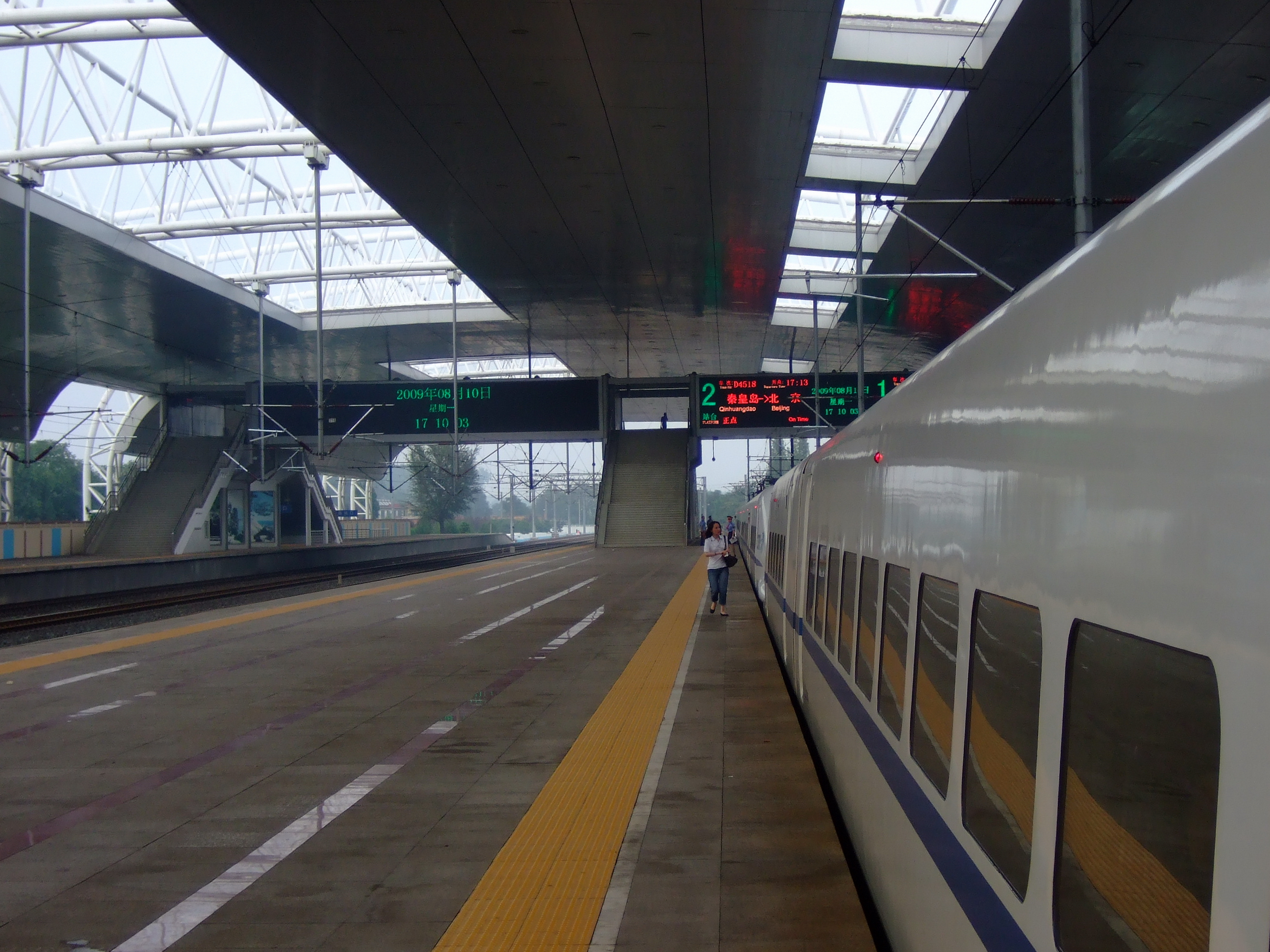
车站站台（2009年8月）

北戴河站站场规模5台12线，其中普速场3台7线，高速场2台5线，分别有京哈铁路和津秦高速铁路经过。两个站场分别被面积41150平方米和24150平方米的无站台柱雨棚覆盖。
车站设有专用线通往北戴河旅游度假区的108场基地，供专列使用。基地设有3条到发线、1座基本站台和1座中间站台，被长400米、宽41米的无站台柱雨棚覆盖。基本站台旁为面积2200平方米的二层接待楼，为中西合璧风格。
| 侧式站台 |                                       |
| 8站台    | 津秦客运专线 往秦皇岛方向（秦皇岛站） |
| 正线     | 津秦客运专线 下行列车通过线           |
| 正线     | 津秦客运专线 上行列车通过线           |
| 7站台    | 津秦客运专线 往天津西方向（滦河站）   |
| 岛式站台 |                                       |
| 6站台    | 津秦客运专线 往天津西方向（滦河站）   |
| 5站台    | 京哈铁路 往哈尔滨方向（秦皇岛站）     |
| 岛式站台 |                                       |
| 4站台    | 京哈铁路 往哈尔滨方向（秦皇岛站）     |
| 正线     | 京哈铁路、秦南线 下行列车通过线       |
| 正线     | 京哈铁路 上行列车通过线               |
| 3站台    | 京哈铁路 往北京方向（留守营站）       |
| 岛式站台 |                                       |
| 2站台    | 京哈铁路 往北京方向（留守营站）       |
| 1站台    | 京哈铁路 往北京方向（留守营站）       |
| 侧式站台 |                                       |
| 站房     | 售票处、候车室、进出站                |

## 車站周边
- 怡水园
- 北戴河车站村
- 北戴河艺术村落